# Basilika Unserer Lieben Frau der Schmerzen

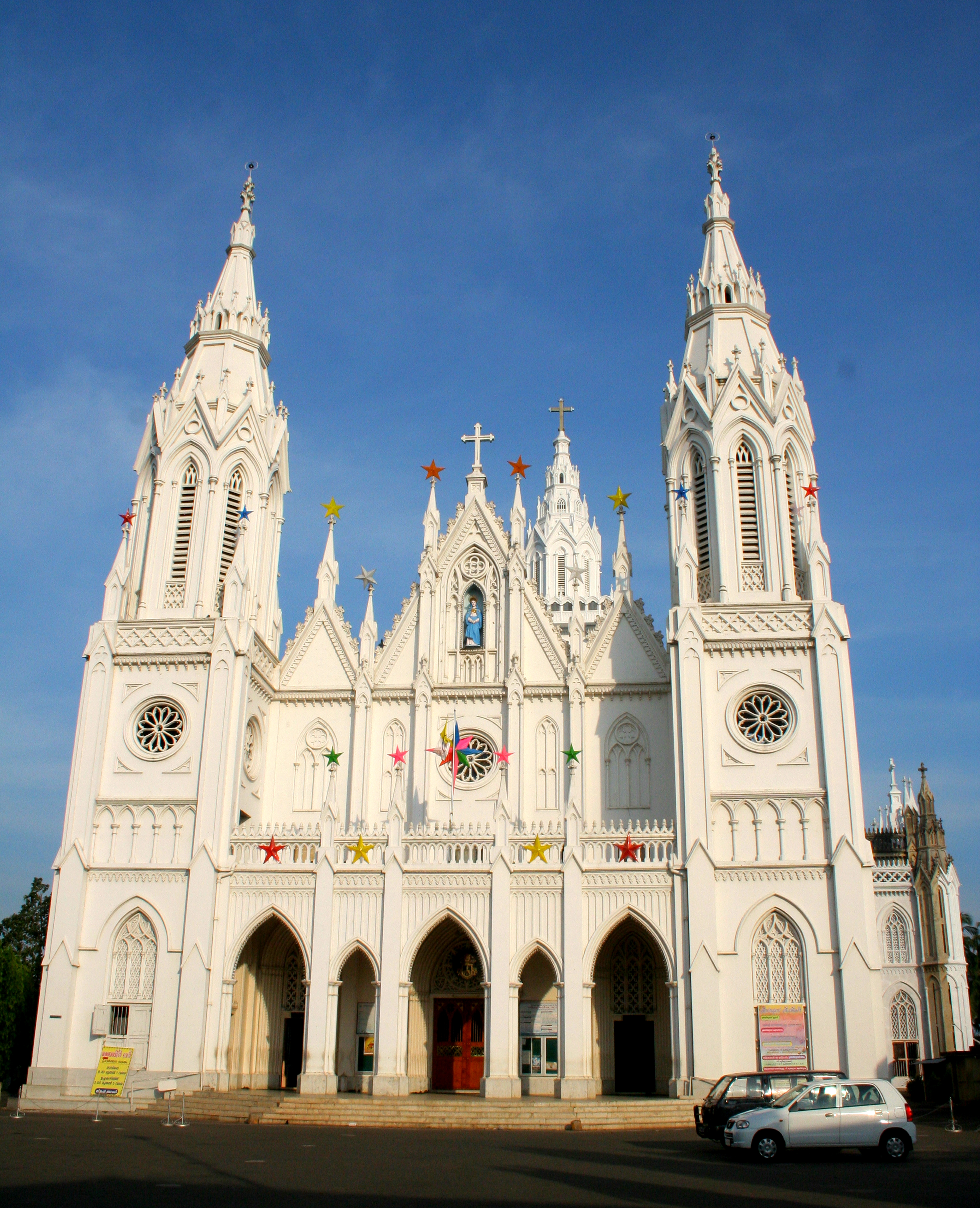
Fassade der Basilika

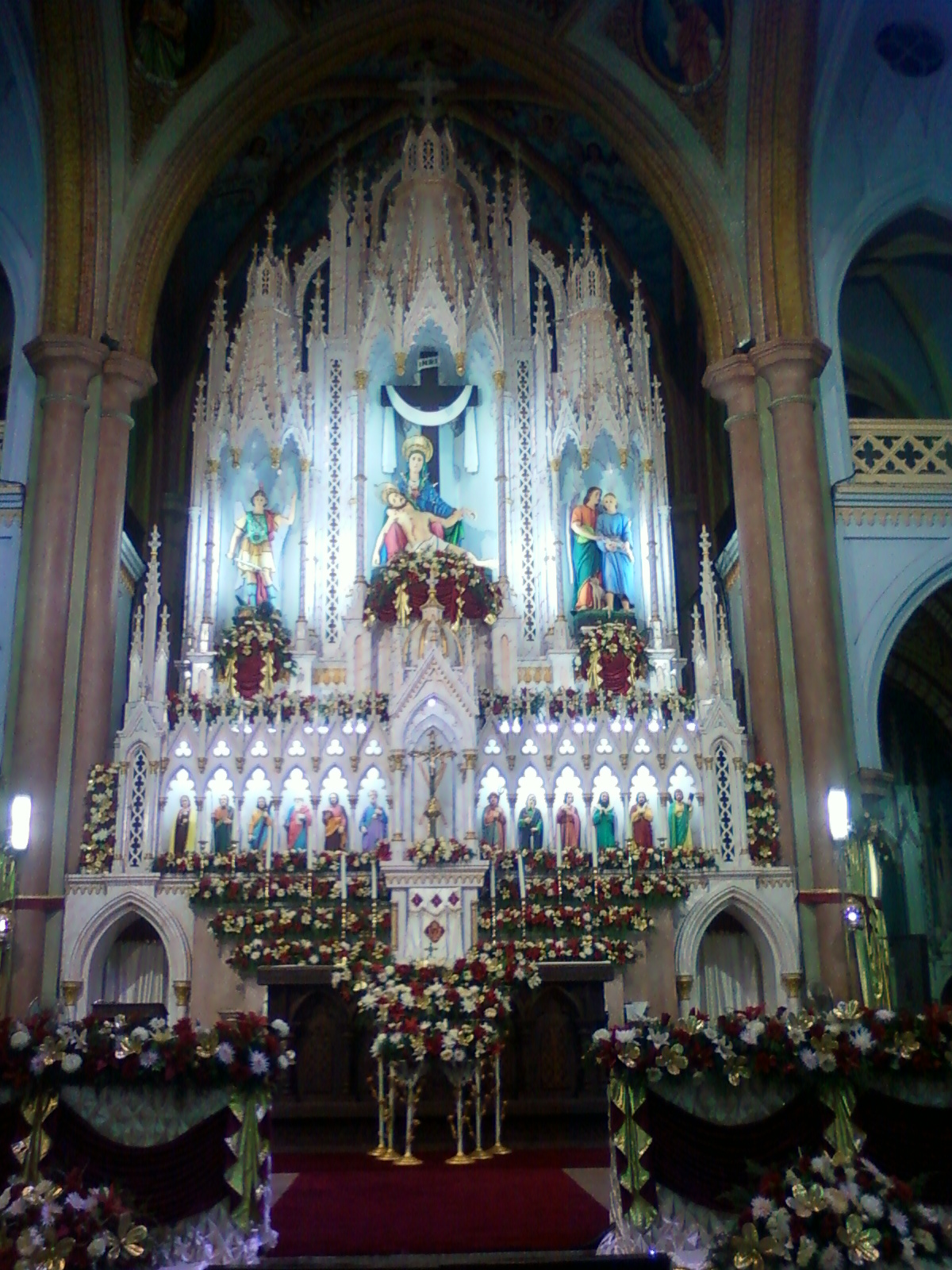
Hauptaltar

Die Basilika Unserer Lieben Frau der Schmerzen (englisch Our Lady of Dolours Basilica) oder Puthanpally (Malayalam പുത്തൻപള്ളി, deutsch Neue Kirche) ist eine syro-malabarische Kirche in Thrissur im indischen Bundesstaat Kerala. Die dritthöchste Kirche Asiens ist berühmt für ihre indisch-neogotische Architektur. 

## Geschichte
Der Herrscher von Cochin, Sakthan Thampuran, siedelte 1794 in Thrissur 52 syrisch-christliche Familien an. 1814 wurde eine Kirche fertiggestellt und mit dem Patrozinium Mater Dolorosa geweiht. Es war jahrzehntelang ein Zentrum für die Thomaschristen in der Region, die heutige syro-malabarische katholische Kirche. 1874 kam der chaldäisch-katholische Bischof Elias Mellus auf Bitte der syro-malabarischen Christen nach Indien und überzeugte einen großen Teil der christlichen Gemeinde, ihn als ihren Bischof zu akzeptieren. Die Gruppe, die Mellus folgte, befand sich in dieser Kirche und trennte sich schließlich im Rocos-und-Melus-Schisma von der katholischen Hierarchie. Der Kirchenbau wurde in Mart Mariam Big Church umbenannt und ist heute die Kathedrale der chaldäischen Kirche. Als Ersatz begannen die syro-malabarischen Katholiken 1929 mit dem Bau einer neuen Kirche, die 1940 fertiggestellt wurde und bis heute als Puthanpally (Neue Kirche) bekannt ist. Papst Johannes Paul II. erhob die Kirche 1992 zur Basilica minor.

## Architektur
In Anlehnung an die europäische Kirchenarchitektur wurde eine neogotische Kirche mit indischen Einflüssen errichtet. Mit einer Fläche von 2300 Quadratmetern und dem 79 Meter hohen Bibelturm am Chor gilt sie als eine der größten Kirchen Asiens. Über dem Eingang ragen zwei 45 Meter hohe Glockentürme auf, doppelstöckige Gänge umlaufen auf das gesamte 110 Meter lange Kirchenschiff und die 55 Meter breiten Querschiffe, die auch über eine Vierungskuppel beleuchtet werden. Die Kirche ist mit insgesamt elf Altären ausgestattet, fünf zu beiden Seiten des Hauptaltars. Weiterhin ist sie mit Wandbildern von Heiligen und zu Szenen aus den heiligen Schriften geschmückt.